# Austin Mahone
Austin Harris Mahone, född 4 april 1996  i San Antonio i Texas, är en amerikansk sångare och låtskrivare.
Mahone började lägga ut videor på YouTube där han snabbt fick mycket uppmärksamhet. Vid sin sida hade han sin vän Alex Constancio. Mahone lade ut en cover på låten "Mistletoe" som i original är Justin Biebers låt. Mahone har haft ca 10 miljoner visningar på YouTube.
Austin Mahones debutsingel "11:11" gavs ut den 14 februari 2012. Hans andra singel "Say Somethin" kom den 30 augusti samma år. I september 2011 kom Mahone på plats 38 på listan Billboard Social 50, där han var den yngste någonsin.
Den 23 maj 2014 gav Mahone ut sin första EP  The Secret.

## Diskografi (urval)
Studioalbum
- 2017 – Dirty Work – The Album

EPs
- 2013 – Extended Play (utgiven i Japan)
- 2014 – The Secret
- 2017 – Dirty Work (+Remix)
- 2018 – Oxygen

Hitsinglar
- 2013 – "What About Love" (US #66)
- 2014 – "Mmm Yeah" (med Pitbull) (US #49)
- 2017 – "Lady" (med Pitbull) (US Dance #1)
- 2017 – "Creatures of the Night" (med Hardwell) (US Dance #1)

Mixtapes
- 2015 – This Is Not the Album
- 2016 – ForMe+You